# 27 nedostajućih poljubaca
27 nedostajućih poljubaca (eng. 27 Missing Kisses, gru. დაკარგული კოცნა, fra. L'Été de mes 27 baisers, rus. Лето, или 27 потерянных поцелуев) je gruzijski film u režiji Nane Đorđadze. Film je bio prijavljen za 73. dodjelu Oscara u kategoriji za najbolji strani film, ali nije bio prihvaćen kao kandidat.

## Uloge
- Nutsa Kukianidze –  Sibylla
- Jewgienij Sidikin – Aleksander
- Szalwa Iaszwili – Mickey
- Pierre Richard – Kapetan

## Nagrade
- 2000. Hedon Papamichael osvojio Prix viziju na Filmskom festivalu u Avignonu
- 2000. Nana Đorđadze osvojila Prix Tournage za režiju na Filmskom festivalu u Avignonu
- 2001. Nana Đorđadze osvojila Zlatnu Afroditu na festivalu "Ljubav je ludost - Međunarodni filmski festival" u Bugarskoj
- 2001. Nana Đorđadze osvojila posebnu nagradu žirija na Europskom filmskom festivalu u Bruxellesu

## Vanjske poveznice
- www.screendaily.com – Lee Marshall: »Summer, or 27 Missing Kisses« (engl.)
- www.nytimes.com / Movies – 27 Missing Kisses (2000) (engl.)
- IMDb: 27 Missing Kisses (engl.)